# Eucera ferghanica
Eucera ferghanica là một loài Hymenoptera trong họ Apidae. Loài này được Morawitz mô tả khoa học năm 1875.